# Alexander Stock

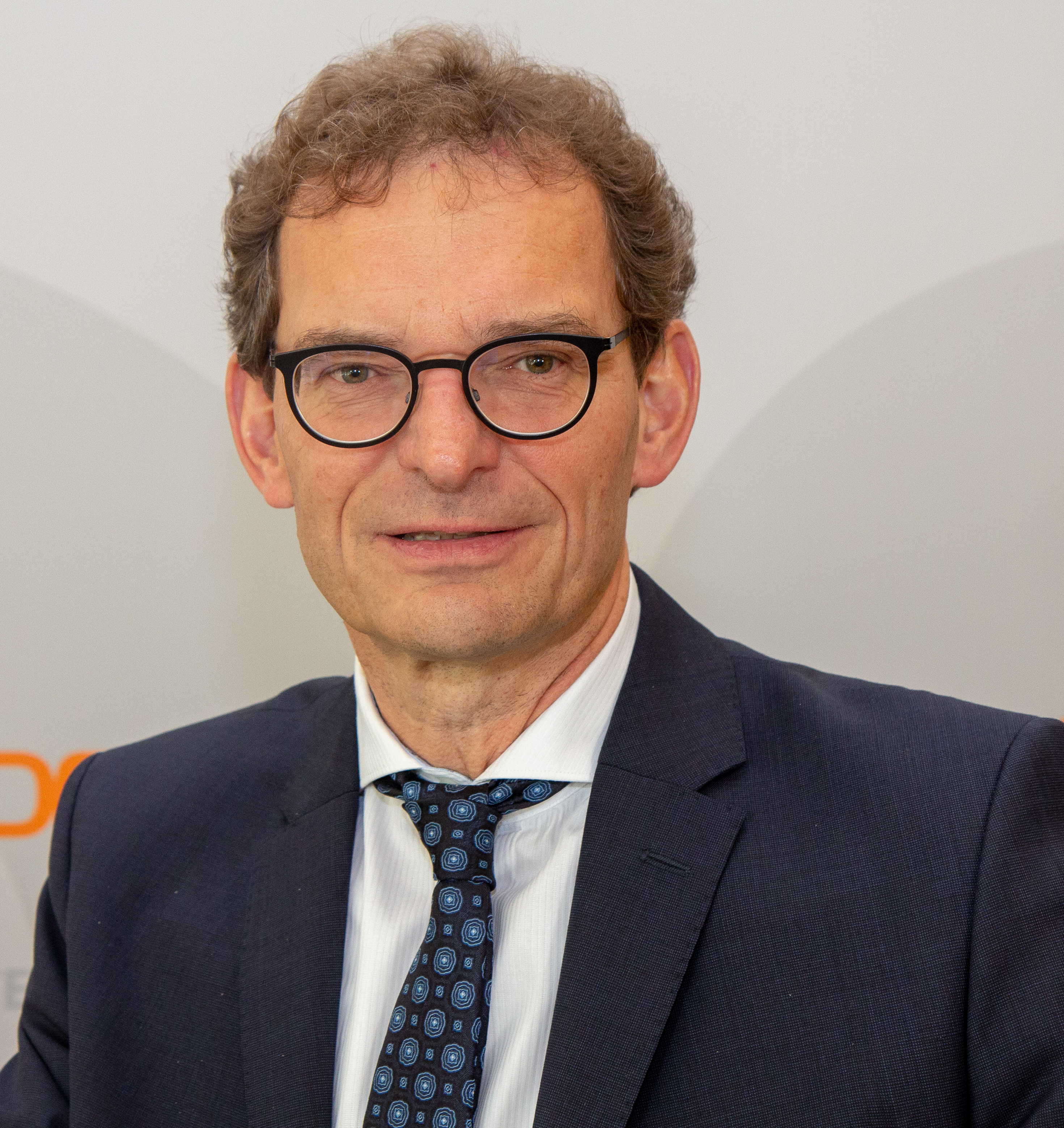
Alexander Stock, 2018

Alexander Stock (* 3. Juni 1962 in Köln) ist ein deutscher Fernsehjournalist, -redakteur und Kommunikationsmanager. Seit Oktober 2002 leitet er die Hauptabteilung Kommunikation beim ZDF.

## Werdegang
Alexander Stock studierte von 1983 bis 1989 Politikwissenschaften, Geschichte und Soziologie an der Johannes-Gutenberg-Universität in Mainz. Bereits seit 1986 war er als Nachrichtenredakteur für die Sendung heute tätig. 1990 wurde er kurzzeitig Planungsredakteur am dortigen Inlandsdesk, ehe ihn der stellvertretende Chefredakteur des ZDF, Peter Voß, im Folgejahr zu seinem Persönlichen Referenten berief.
1993 ging Stock als Reporter zum heute-journal und stieg dort Anfang 1995 zum Co-Moderator und Chef vom Dienst auf. Im April 1997 wurde er stellvertretender Leiter der neuen Redaktion hallo Deutschland. Dort war er an der Entwicklung dieses Magazins, das im Juni 1997 erstmals auf Sendung ging, maßgeblich beteiligt. Ab 1998 leitete Stock die ZDF-Planungsredaktion.
Im August 2002 berief ihn der neue Intendant Markus Schächter mit Wirkung zum 1. Oktober desselben Jahres zum Leiter der Hauptabteilung Kommunikation, wobei Schächter ihn als „sachlich orientierten und entscheidungsfreudigen Kommunikator mit hoher Qualifikation, großem Engagement und außerordentlicher Sachkenntnis“ würdigte. Stock ist in seiner Funktion für die Unternehmenskommunikation, inklusive des Zuschauerservice und der Pressestelle, verantwortlich.
Über seine Hauptaufgabe beim ZDF hinaus ist er Mitglied verschiedener Gremien und Verbände. So ist er beispielsweise Aufsichtsratsvorsitzender der ZDF-Medienprojekte Entwicklungsgesellschaft und Vorsitzender des Fernsehbeirats der Deutschen Kinemathek, wo er auch stellvertretendes Mitglied im Stiftungsrat ist.